# Et plus si affinités (film, 2024)
Pour les articles homonymes, voir Et plus si affinités.
Pour plus de détails, voir Fiche technique et Distribution.
Et plus si affinités est un film français réalisé par Olivier Ducray et Wilfried Méance, sorti en 2024.
Le film est largement inspiré du film espagnol Sentimental (2020) de Cesc Gay d'après sa pièce de théâtre Los vecinos de arriba.
Il est présenté en avant-première au festival de l'Alpe d'Huez en 2024, où les deux acteurs principaux obtiennent les récompenses de meilleurs acteurs.

## Fiche technique

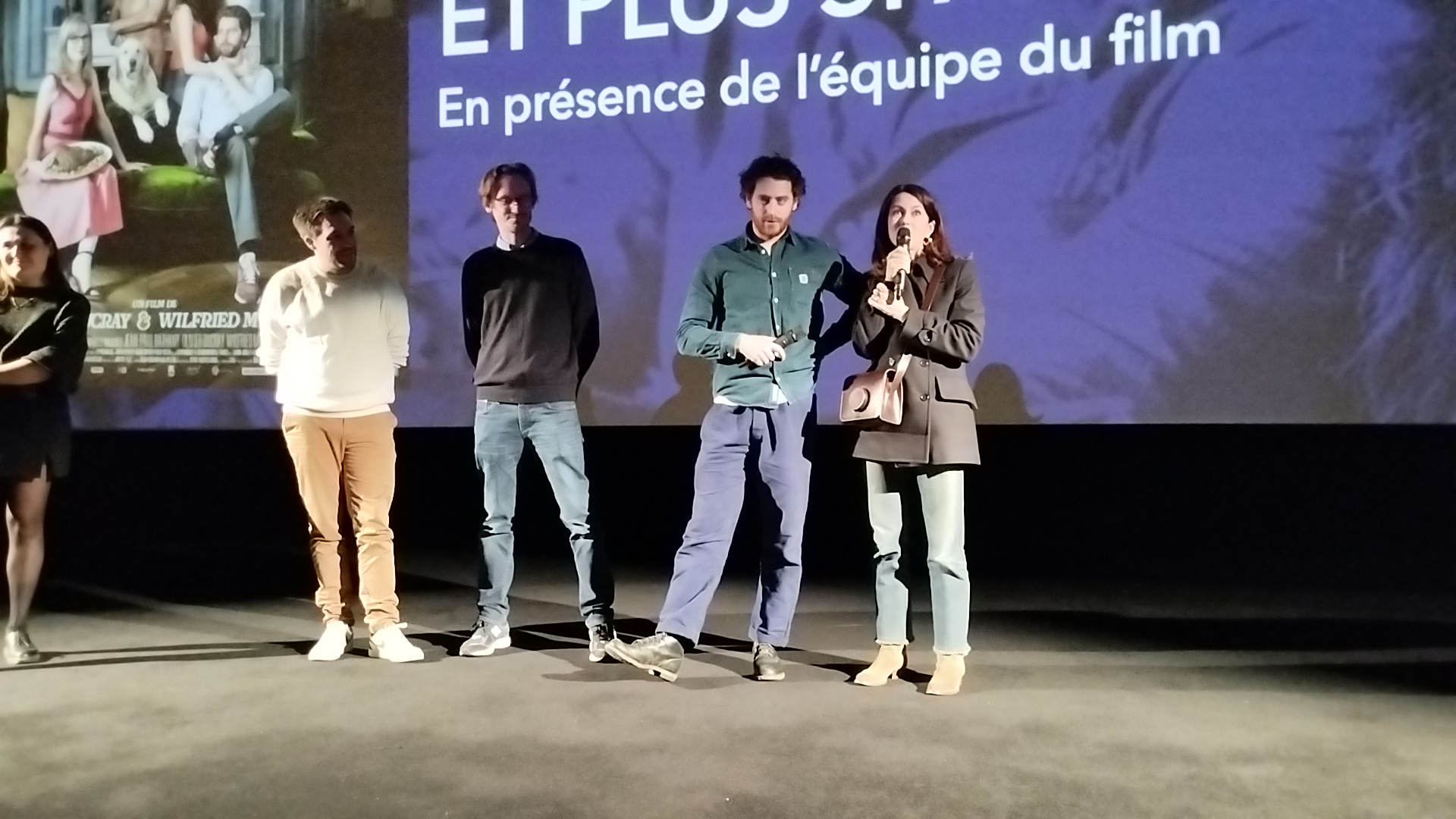
Avant-première du film à l'UGC Ciné Cité Bercy, en mars 2024 : Olivier Ducray, Wilfried Méance, Pablo Pauly et Julia Faure.

- Titre original : Et plus si affinités
- Réalisation : Olivier Ducray et Wilfried Méance
- Scénario : Jean-Paul Bathany, Olivier Ducray et Wilfried Méance, largement inspiré du film espagnol Sentimental sorti en 2020 réalisée par Cesc Gay d'après sa pièce de théâtre Los vecinos de arriba.
- Musique : Alexis Rault
- Décors : Sandra Michaut Alchourroun
- Costumes : Pauline Berland
- Photographie : Stephen Méance
- Montage : Nicolas Pangos et Olivier Michaut-Alchourroun
- Production : Romain Brémond et Daniel Preljocaj
- Société de production : Soyouz Films
- Société de distribution : Wild Bunch Distribution (France)
- Budget : 2,6 millions d'euros
- Pays de production :  France
- Langue originale : français
- Format : couleur
- Genre : comédie
- Durée : 77 minutes
- Dates de sortie[1] :
  - France : 3 avril 2024

## Distribution
Sauf indication contraire, les informations mentionnées dans cette section peuvent être confirmées par les bases de données cinématographiques IMDb et Allociné,  présentes dans la section « Liens externes ».
- Isabelle Carré : Sophie
- Bernard Campan : Xavier
- Julia Faure : Adèle
- Pablo Pauly : Alban

## Autour du film
Le film est un remake du film espagnol Sentimental, sorti en 2020.